# Dmitri Kuznetsov
Dimitri Viktorovitx Kuznetsov (en rus, Дмитрий Викторович Кузнецов) (Moscou, 28 d'agost de 1965), és un exfutbolista rus.

## Trajectòria esportiva
Kuznetsov va iniciar la seua trajectòria en el CSKA de Moscou, amb qui va guanyar el darrer campionat de la Unió Soviètica. Posteriorment, la seua carrera continuaria a la lliga espanyola, on va jugar a les files del CA Osasuna, Deportivo Alavés, UE Lleida i RCD Espanyol. Amb els periquitos va ser els únics amb qui el rus va jugar a primera divisió (91/92, 92/93 i 94/95), disputant un total de 48 partits i 4 gols. Enmig de l'etapa espanyola, va tornar mitja temporada al CSKA.
El 1997 va tornar al seu país, a les files del CSKA. Després de passar per diversos equips, es va retirar del futbol en actiu l'any 2002, campanya que milità en el Torpedo-ZIL Moscou i el Volgar-Gazprom Astrakhan.
Com a internacional, Kuznetsov va jugar 12 vegades (2 gols) per la selecció de futbol de la Unió Soviètica, vuit amb la CEI i altres vuit per la selecció de futbol de Rússia. Va formar part del combinat de la CEI que acudí a l'Eurocopa de 1992 i al de Rússia que acudí al Mundial de 1994.